# 郭智
郭智（14世紀—15世紀），字懋明，南直隸太平府蕪湖縣人，明朝政治人物。

## 生平
郭智個性剛直，是永樂十五年（1417年）的舉人，十九年（1421年）成進士，宣德元年（1426年）獲授行在交阯道監察御史
，巡按廬鳳等處有聲望，到宣德十年（1435年）因裁設行在交阯道而改任河南道監察御史，很快陞任行在都察院右僉都御史，正統元年（1436年）前往寧夏參贊軍務。
之後郭智因公事降任陝西道御史，在南京差查庫藏，正統三年（1438年）在吏部會舉獲提拔為福建按察使，同年因母親逝世回鄉，服闋後於六年（1441年）起用為廣東按察使，奉命總督軍務，又在地方興辦學校。惟在正統十年（1445年）他被都指揮姚麟和左參議楊信民指控索賂與及敗壞風憲而入獄，十二年（1447年）被黜為民。

## 引用
1. 1 2  民國《蕪湖縣志·卷四十八·人物志》：郭智，字懋明，宣德間由進士為御史，性戇直，風裁凜然，巡厯廬鳳等處甚有聲，正統初薦陞右僉都御史，整飭甯夏邊務，軍民畏服；以公事降本道御史，差查南京庫藏，陞福建按察使，丁內艱起為廣東按察使，奉勅總督軍務，尤加意作興學校，後去官，閩廣軍民思之。
2. ↑  民國《蕪湖縣志·卷四十五·選舉志》：進士……明……郭智 永樂辛丑科曾鶴齡榜，詳人物……舉人……明……郭智 永樂十五年丁酉科，見進士
3. ↑  《明宣宗章皇帝實錄·卷十六》：（宣德元年四月丁卯）擢……進士張鐸、王憲、張駿、龔遂、盧睿、焦宏、羅銓、任倫、陳炎、徐逵、張士貞、郭智、陳璉、于謙、王郁、高敏、陳璇、邵嵩……為監察御史……智、寧行在交趾道……
4. ↑  《明英宗睿皇帝實錄·卷五》：（宣德十年五月丁酉）以裁革行在交阯道監察御史十員調各道，郭智、陳斌河南道……
5. ↑  《明英宗睿皇帝實錄·卷十》：（宣德十年十月丁未）陞行在河南道監察御史郭智為行在都察院右僉都御史，命往綏德、延安，同守備都指揮僉事王永整飭邊備，俱降敕諭之。
6. ↑  《明英宗睿皇帝實錄·卷十四》：（正統元年二月庚子）命右僉都御史郭智參贊寧夏軍務。
7. ↑  《明英宗睿皇帝實錄·卷四十六》：正統三年九月壬午朔陞……僉事林坦、知州何暹、監察御史郭智、左參議黃翰俱為按察司按察使，坦貴州，暹浙江，智福建，翰山東……從行在吏部會官舉之也。
8. ↑  《明英宗睿皇帝實錄·卷七十五》：（正統六年正月庚戌）福建按察使郭智丁母憂服闋，復除廣東按察使。
9. ↑  《明英宗睿皇帝實錄·卷一百二十九》：（正統十年五月）戊子廣東按察使郭智下獄。初廣東都指揮姚麟諸軍官奏智侵官守作威索賂，左參議楊信民亦奏智敗壞風憲、剋害軍民諸不法狀，都察院請下其事，廵按御史覆之且言俟智考滿至收繫，及是智至，監察御史何永芳等以為言故有是命。
10. ↑  《明英宗睿皇帝實錄·卷一百五十四》：（正統十二年五月癸卯）初廣東按察使郭智為都指揮姚麟、左參議楊信民所訐下法司，鞫智屢稱枉，至是六部諸大臣奉命會審智有贓，麟、信民等奏亦多誣，上宥麟、信民，黜智為民。